# 趙家珍
趙家珍（1962年—），中國虞山吳派古琴演奏家，中央音樂學院教授，中國琴會會長，第四批國家級非物質文化遺產古琴項目代表性傳承人。

## 生平
趙家珍出生於上海，祖籍寧海西店。幼時曾受龔一指點，1980年自己報考中央音樂學院，並被新開的古琴專業錄取，師從吳景略（實際上是由吳文光上課），亦曾受教於張子謙。1984年畢業後留校任教。 2016年4月15日代替龚一成为中国琴会会长。
2017年3月11日，她領導中國琴會和上海开放大学签署教育合作框架协议，開始舉辦弘琴杯全國古琴比賽。

## 作品

### 唱片
- 《琴》
- 《琴思》
- 《赵家珍古琴独奏精选》
- 《古琴名家》